# Okręg wyborczy County Durham
Okręg wyborczy County Durham powstał w 1675 r. i wysyłał do angielskiej, a następnie brytyjskiej, Izby Gmin dwóch deputowanych. Okręg obejmował hrabstwo Durham w północnej Anglii. Został zlikwidowany w 1832 r.

## Deputowani do brytyjskiej Izby Gmin z okręgu County Durham
- 1675–1679: John Tempest
- 1675–1675: Thomas Vane
- 1675–1679: Christopher Vane
- 1679–1679: Robert Eden
- 1679–1685: William Bowes
- 1679–1685: Thomas Fetherstonhalgh
- 1685–1690: Robert Byerley
- 1685–1698: William Lambton
- 1690–1695: Robert Eden
- 1695–1698: William Bowes
- 1698–1701: Robert Eden
- 1698–1702: Lionel Vane
- 1701–1702: William Lambton
- 1702–1713: Robert Eden
- 1702–1707: William Bowes
- 1707–1708: John Tempest
- 1708–1710: William Vane
- 1710–1713: William Lambton
- 1713–1727: John Eden
- 1713–1747: John Hedworth
- 1727–1760: George Bowes
- 1747–1753: Henry Vane, wigowie
- 1753–1758: Henry Vane, wigowie
- 1758–1761: Raby Vane
- 1760–1768: Bobby Shafto
- 1761–1774: Frederick Vane
- 1768–1790: Thomas Clavering, wigowie
- 1774–1790: John Eden, wigowie
- 1790–1806: Rowland Burdon, torysi
- 1790–1812: Ralph Milbanke, wigowie
- 1806–1807: Thomas Liddell, torysi
- 1807–1813: Henry Vane-Tempest, torysi
- 1812–1815: Henry Vane, wicehrabia Barnard, wigowie
- 1813–1828: John Lambton, radykałowie
- 1815–1831: William Powlett, wigowie
- 1828–1832: William Russell, wigowie
- 1831–1832: Hedworth Wiliamson, wigowie